# Tipula (Yamatotipula) pruinosa
Tipula (Yamatotipula) pruinosa is een tweevleugelige uit de familie langpootmuggen (Tipulidae). De soort komt voor in het Palearctisch gebied.